# New Jersey
New Jersey là một tiểu bang ở vùng Trung Đại Tây Dương và Đông Bắc của Hoa Kỳ. Phía bắc và phía đông giáp với bang New York; phía đông, đông nam và nam giáp Đại Tây Dương; phía Tây giáp với sông Delaware và Pennsylvania; phía tây nam giáp với Vịnh Delaware và bang Delaware. New Jersey là tiểu bang xếp thứ 4 trong danh sách những tiểu bang nhỏ nhất nhưng xếp thứ 11 theo số dân, với 8.882.190 nhân khẩu theo số liệu năm 2019 và có diện tích 8,722.58 dặm vuông, khiến nơi đây trở thành một trong những tiểu bang có mật độ dân số cao nhất của Hoa Kỳ. Thủ phủ của New Jersey là Trenton, nhưng thành phố lớn nhất là Newark. Tất cả trừ một quận ở New Jersey nằm trong các khu vực thống kê kết hợp của Thành phố New York hoặc Philadelphia; do đó, vùng đô thị lớn nhất của tiểu bang nằm trong Vùng đô thị New York.
New Jersey là nơi cư trú đầu tiên của người Mỹ bản địa trong hơn ít nhất 2.800 năm, với người Lenape là nhóm sắc tộc thống trị vào thời điểm người châu Âu đến đây vào đầu thế kỷ 17. Thực dân Hà Lan và Thụy Điển đã lập ra các khu định cư châu Âu đầu tiên tại tiểu bang này. Người Anh sau đó đã giành quyền kiểm soát khu vực này, và đặt tên cho nơi đây là Tỉnh New Jersey - theo tên gọi của đảo lớn nhất trong Quần đảo Eo Biển, Jersey và trao quyền quản lý như một thuộc địa cho Ngài George Carteret và John Berkeley, Nam tước Berkeley thứ nhất xứ Stratton. New Jersey là nơi diễn ra một số trận chiến quan trọng trong cuộc Cách mạng Hoa Kỳ. Vào thế kỷ 19, các nhà máy ở các thành phố "Big Six" như Camden, Paterson, Newark, Trenton, Thành phố Jersey và Elizabeth đã giúp thúc đẩy cuộc cách mạng công nghiệp của Hoa Kỳ. Vị trí trung tâm của New Jersey trong chuỗi đô thị ở Đông Bắc Hoa Kỳ đã thúc đẩy sự phát triển nhanh chóng và quá trình ngoại ô hóa của tiểu bang trong nửa sau của thế kỷ 20. Vào đầu thế kỷ 21, nền kinh tế của bang ngày càng đa dạng hóa, trong khi dân cư từ nhiêu nền văn hoá khác nhau đã tạo nên bầu không khí đô thị ngày càng lớn, vượt xa tốc độ phát triển ở các vùng ngoại ô kể từ năm 2008.
Tính đến năm 2020, New Jersey là nơi có số lượng triệu phú trên đầu người cao nhất trong tất cả các bang của Hoa Kỳ, với 9,76% hộ gia đình — hơn 323.000 trong tổng số 3,3 triệu người trên toàn tiểu bang. Dựa trên dữ liệu năm 2017, đây là bang giàu thứ hai của Hoa Kỳ tính theo thu nhập bình quân theo hộ gia đình. Hệ thống trường công lập của New Jersey luôn xếp hạng cao nhất hoặc đứng đầu trong tất cả năm mươi tiểu bang của Hoa Kỳ.
Đây là nơi sinh của Tổng thống Grover Cleveland (tại Caldwell).

## Lịch sử
Khoảng 180 triệu năm trước, trong kỷ Jura, New Jersey tiếp giáp với Bắc Phi. Áp lực của vụ va chạm giữa lục địa Bắc Mỹ và châu Phi đã tạo ra dãy Appalachia. Khoảng 18.000 năm trước, Kỷ Băng hà đã tạo nên các sông băng nối dài đến New Jersey. Khi các sông băng tan đi, chúng tạo nên hồ Passaic, cũng như nhiều sông, đầm lầy và hẻm núi ở đây.
New Jersey ban đầu là nơi định cư của người Mỹ bản địa, với Lenni-Lenape chiếm ưu vượt trội so với các nhóm sắc tộc bản địa khác vào thời điểm diễn ra sự tiếp xúc giữa họ và những người da trắng đến đây vào thế kỷ 17. Scheyichbi là tên mà người Lenape đặt cho vùng đất mà ngày nay là New Jersey. Người Lenape là một số nhóm tự trị thực hành nông nghiệp trồng ngô để bổ trợ cho việc săn bắn và hái lượm của họ trong khu vực xung quanh sông Delaware, hạ lưu sông Hudson và phía tây Long Island Sound. Xã hội của người Lenape được chia thành các thị tộc mẫu hệ dựa trên yếu tố chung là do phụ nữ đứng đầu. Những người Mỹ bản địa chạm trán với người Hà Lan lần đầu tiên vào đầu thế kỷ 17, và mối quan hệ chính của họ với người châu Âu chủ yếu là thông qua việc buôn bán lông thú.

### Thời kì thuộc địa

Vị trí tương đối của các thuộc điạ Tân Hà Lan và Tân Thụy Điển ở phía đông Bắc Mỹ

Người Hà Lan trở thành những người châu Âu đầu tiên tuyên bố chủ quyền đối với các vùng đất mà họ khám phá được ở New Jersey. Thuộc địa Tân Hà Lan của Đế quốc Hà Lan bao gồm các phần của các tiểu bang Trung Đại Tây Dương hiện đại. Mặc dù nguyên tắc sở hữu đất đai của châu Âu không được những người Lenape công nhận, song chính sách của Công ty Tây Ấn Hà Lan yêu cầu những người sống trong thuộc địa của người Hà Lan phải mua đất mà họ đã chiếm được. Người đầu tiên thi hành chính sách này là Michiel Pauw, người đã thành lập một tổ chức bảo hộ có tên là Pavonia vào năm 1630 dọc theo sông Bắc. Peter Minuit đã mua đất dọc theo sông Delaware và thành lập thuộc địa Tân Thụy Điển. Toàn bộ khu vực này trở thành lãnh thổ của Anh vào ngày 24 tháng 6 năm 1664, sau khi một hạm đội Anh dưới sự chỉ huy của Đại tá Richard Nicolls đi vào khu vực mà bây giờ là Cảng New York và giành quyền kiểm soát Pháo đài Amsterdam.
Trong cuộc Nội chiến Anh, đảo Jersey nằm trong quần đảo Eo Biển vẫn trung thành với Vương miện Anh và nhường nơi trú ẩn cho nhà vua. Chính tại Quảng trường Hoàng gia ở Saint Helier, Charles II của Anh đã được phong làm vua vào năm 1649, sau khi cha của ông, Charles I bị hành quyết. Các vùng đất ở Bắc Mỹ bị cắt xẻ bởi Charles II, người đã cho anh trai mình, Công tước xứ York (sau này là Vua James II) một khu vực đất đai nằm giữa New England và Maryland như một thuộc địa độc quyền (trái ngược với thuộc địa vương thất). James sau đó đã cấp vùng đất nằm giữa sông Hudson và sông Delaware (vùng đất sau này trở thành New Jersey) cho hai người bạn của ông vẫn trung thành sau Nội chiến Anh: Ngài George Carteret và Lãnh chúa Berkeley xứ Stratton. Khu vực này được đặt tên là Tỉnh New Jersey.
Kể từ khi thành lập bang, New Jersey đã nổi bật bởi được đặc trưng về sự sự đa dạng sắc tộc và tôn giáo. Những người theo  Công giáo ở Tân Anh Cát Lợi định cư cùng với những người Scots Presbyterian và những người di cư trong cuộc Cải cách Hà Lan. Trong khi phần lớn cư dân sống ở các thị trấn với diện tích đất riêng lẻ là 100 mẫu Anh (40 ha), một số ít tư nhân giàu có sở hữu các điền trang rộng lớn. Quakers và Anh giáo sở hữu những vùng đất rộng lớn. Không giống như thuộc địa Plymouth, Jamestown và các thuộc địa khác, New Jersey có một làn sóng nhập cư đến từ các thuộc địa khác thay vì những người di cư trực tiếp từ châu Âu. New Jersey vẫn coi trọng nông nghiệp trong suốt thời kỳ thuộc địa, và nông nghiệp thương mại phát triển không bền vững hoặc kém phát triển. Một số thị trấn, chẳng hạn như Burlington trên sông Delaware và Perth Amboy, nổi tiếng với vai trò như những cảng quan trọng để vận chuyển hàng hoá qua lại Thành phố New York và Philadelphia. Những vùng đất màu mỡ và chính sách tôn giáo mềm mỏng của chính quyền cai quản thuộc địa đã thu hút nhiều người đến định cư hơn, và dân số New Jersey đã tăng lên 120.000 người vào năm 1775.
Việc định cư trong 10 năm cai trị đầu tiên của người Anh diễn ra dọc theo sông Hackensack và Arthur Kill — những người định cư chủ yếu đến từ New York và New England. Vào ngày 18 tháng 3 năm 1673, lãnh chúa Berkeley đã bán một nửa thuộc địa của mình cho Quakers ở Anh, và người định cư trong thung lũng Delaware trở thành một thuộc địa của Quaker (William Penn đóng vai trò là người được ủy thác quản lý các vùng đất trong một thời gian). New Jersey được quản lý như hai tỉnh riêng biệt, Đông và Tây Jersey, trong 28 năm từ 1674 đến 1702, và đôi khi là một phần của Tỉnh New York hoặc nước tự trị thuộc Tân Anh Cát Lợi.
Năm 1702, hai tỉnh Đông và Tây Jersey được thống nhất lại dưới quyền một thống đốc hoàng gia, thay vì một thuộc địa độc quyền. Edward Hyde, Lãnh chúa xứ Cornbury, trở thành thống đốc đầu tiên của thuộc địa này với tư cách là thuộc địa của vương thất. Nước Anh tin rằng ông là một nhà cai trị kém hiệu quả và tham nhũng, nhận hối lộ và đầu cơ đất đai. Năm 1708, ông được triệu hồi về Anh. New Jersey sau đó được cai trị bởi các thống đốc của tỉnh New York, nhưng điều này đã khiến những người định cư ở New Jersey tức giận. Họ cáo buộc những thống đốc đó đưa ra những quyết định thiên vị cho New York. Thẩm phán Lewis Morris dẫn đầu vụ kiện nhằm đặt ra một thống đốc riêng biệt cho New Jersey, và được vua George II chấp thuận và bổ nhiệm làm thống đốc bang này vào năm 1738.

### Thời kì Cách mạng
New Jersey là một trong Mười ba thuộc địa của Anh ở Bắc Mỹ nổi dậy chống lại sự cai trị của đế quốc Anh trong Cách mạng Hoa Kỳ. Hiến pháp New Jersey năm 1776 đã được thông qua vào ngày 2 tháng 7 năm 1776, chỉ hai ngày trước khi Quốc hội Lục địa tuyên bố Hoa Kỳ độc lập từ Vương quốc Anh. Đại diện của New Jersey, Richard Stockton, John Witherspoon, Francis Hopkinson, John Hart, và Abraham Clark là một trong số những người đã ký Tuyên ngôn Độc lập Hoa Kỳ vào ngày 4 tháng 7 năm 1776.
Trong Cách mạng Mỹ, quân đội Anh và Mỹ đã nhiều lần đi qua New Jersey, và một số trận đánh quan trọng đã diễn ra tại tiểu bang này. Bởi vì điều đó, New Jersey ngày nay thường được gọi là "Ngã tư của Cách mạng Mỹ". Các căn cứ quân sự mùa đông của Lục quân Lục địa được George Washington thành lập hai lần ở Morristown, được gọi là "Thủ phủ quân sự của Cách mạng Mỹ."
Vào đêm ngày 25- 26 tháng 12 năm 1776, Lục quân Lục địa dưới sự chỉ huy của George Washington đã vượt sông Delaware. Sau khi vượt qua, ông đã gây bất ngờ và đánh bại quân Hessian trong trận Trenton. Chỉ hơn một tuần sau chiến thắng tại Trenton, các lực lượng quân đội của Mỹ đã có được một chiến thắng quan trọng khi ngăn chặn được các cuộc tiến công của Tướng Cornwallis trong Trận Trenton lần thứ hai. Bằng cách né tránh các toán quân của Cornwallis, Washington đã thực hiện một cuộc tấn công bất ngờ vào Princeton và đánh bại thành công lực lượng của Vương quốc Anh đóng tại đó vào ngày 3 tháng 1 năm 1777. Bức tranh của Emanuel Leutze mang tên Washington Crossing the Delaware đã trở thành một biểu tượng của Cách mạng Mỹ.
Các lực lượng Hoa Kỳ dưới quyền Washington đã gặp các lực lượng dưới quyền Tướng Henry Clinton trong trận Monmouth và một cuộc giao tranh đã nổ ra vào tháng 6 năm 1778. Washington cố gắng đánh bại quân Anh một cách bất ngờ; khi quân Anh cố gắng để vây đánh những toán quân người Mỹ, các chiến binh Mỹ đã rút lui trong tình trạng hỗn loạn.
Vào mùa hè năm 1783, Quốc hội Lục địa họp tại Hội trường Nassau tại Đại học Princeton, quyết định đưa Princeton trở thành thủ đô của Mỹ trong thời gian bốn tháng. Chính tại đó, Quốc hội Lục địa đã thông qua về việc ký kết Hiệp ước Paris (1783) nhằm chấm dứt chiến tranh với Anh.
Vào ngày 18 tháng 12 năm 1787, New Jersey trở thành tiểu bang thứ ba phê chuẩn Hiến pháp Hoa Kỳ, Hiến pháp đã bị hưởng ứng khi được thông qua ở New Jersey, vì việc này ngăn cản New York và Pennsylvania tính thuế đối với hàng hóa nhập khẩu từ châu Âu. Vào ngày 20 tháng 11 năm 1789, tiểu bang này trở thành bang đầu tiên trong Liên minh mới thành lập phê chuẩn Tuyên ngôn Nhân quyền Hoa Kỳ.
Hiến pháp bang New Jersey năm 1776 cho phép "tất cả cư dân" có một mức độ giàu có nhất định được đi bỏ phiếu. Điều này bao gồm cả phụ nữ và người da đen, nhưng không phải phụ nữ đã kết hôn, vì họ không có khả năng sở hữu tài sản riêng cùng với chồng của mình. Hơn nữa, trong một số cuộc bầu cử, đều được tuyên bố những phụ nữ không đủ tiêu chuẩn bỏ phiếu và chế giễu họ về việc sử dụng "đại cử tri váy lót", Năm 1807, cơ quan lập pháp đã thông qua một dự luật nhằm giải thích hiến pháp, nhằm giải thích rằng là nam giới da trắng có quyền bầu cử, nhưng không bao gồm những người nghèo; bản thân hiến pháp đã là một đạo luật của cơ quan lập pháp và không được tôn trọng như hiến pháp hiện đại.

### Thế kỷ 19
Vào ngày 15 tháng 2 năm 1804, New Jersey trở thành bang miền bắc cuối cùng bãi bỏ chế độ nô lệ và ban hành luật nhằm từ từ loại bỏ chế độ nô lệ hiện có. Điều này dẫn đến sự giảm dần dân số lượng nô lệ ở đây. Vào giai đoạn cuối cuộc Nội chiến Hoa Kỳ, khoảng một chục người Mỹ gốc Phi ở New Jersey vẫn bị giam cầm. Các cử tri New Jersey ban đầu từ chối phê chuẩn các sửa đổi hiến pháp cấm chế độ nô lệ và trao quyền cho người da đen của Hoa Kỳ.

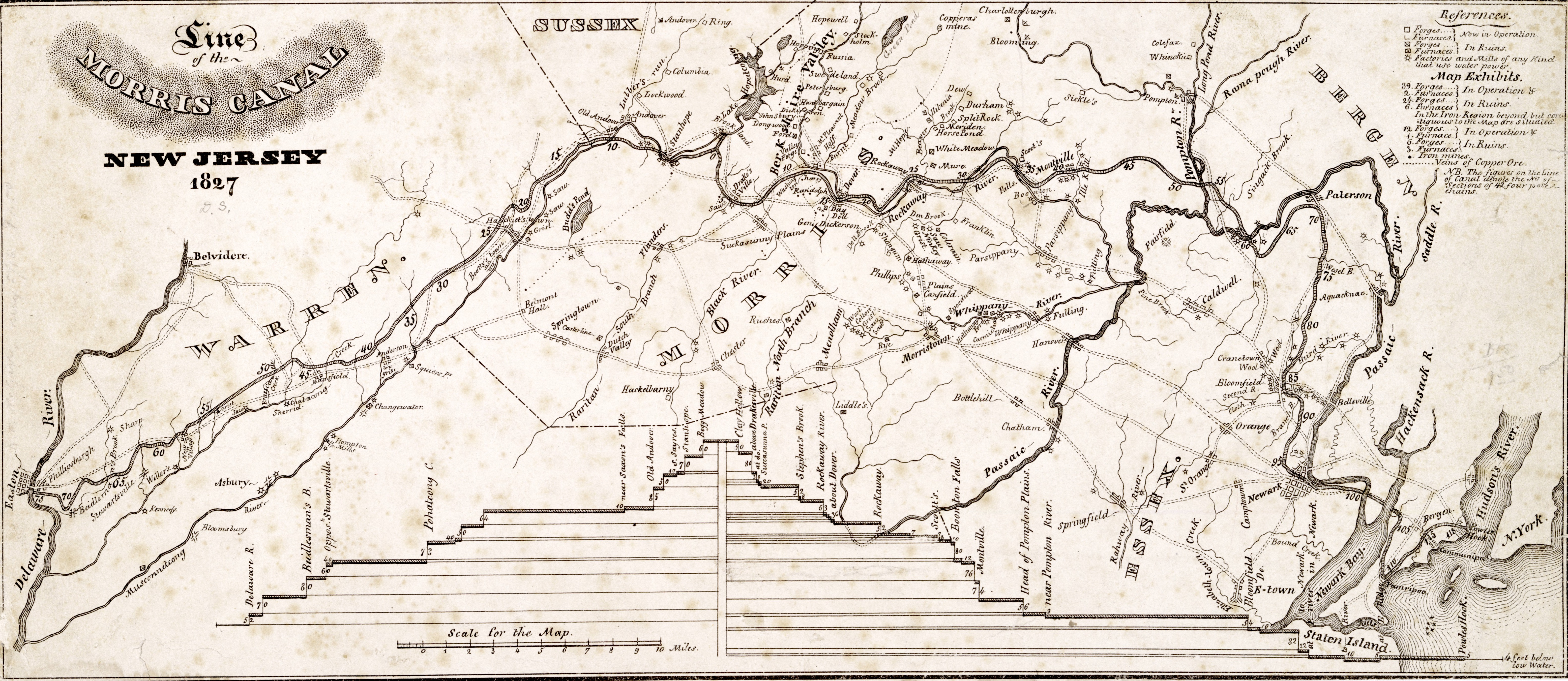
Kênh đầo Morris dài 107 dặm ở phía bắc New Jersey

Việc đẩy mạnh công nghiệp đã diễn ra ở phía bắc của tiểu bang này sau khi hoàn thành kênh đào Morris vào năm 1831. Con kênh cho phép than được vận chuyển từ phíađông thung lũng Lehigh ở Pennsylvania tới các khu công nghiệp đang phát triển ở miền bắc New Jersey như Paterson, Newark, và Thành phố Jersey
Năm 1844, hiến pháp tiểu bang thứ hai được phê chuẩn và có hiệu lực. Mặc dù quyền lực của Thống đốc mạnh hơn so với hiến pháp năm 1776, nhưng hiến pháp năm 1844 đã tạo nên nhiều chức vụ không nằm dưới quyền của ông, hoặc dưới quyền của người dân, và việc này cho ông phục vụ trong một nhiệm kỳ ba năm, nhưng không thể tự kế nhiệm chính bản thân mình trong nhiệm kỳ tiếp theo.
New Jersey là một trong số ít các bang thuộc Liên bang miền Bắc Hoa Kỳ (các bang khác là Delaware và Kentucky) chọn một ứng cử viên khác ngoài Abraham Lincoln hai lần trong các cuộc bầu cử quốc gia, ra tranh cử với Stephen Douglas (1860) và George B. McClellan (1864) trong các chiến dịch của họ. McClellan, một người Philadelphia bản địa, có quan hệ với New Jersey và chính thức cư trú tại New Jersey vào thời điểm đó; sau đó ông trở thành Thống đốc của New Jersey (1878–81). (Ở New Jersey, các phe phái của Đảng Dân chủ đã quản lý một liên minh cầm quyền hiệu quả vào năm 1860) Trong Nội chiến Hoa Kỳ, tiểu bang được lãnh đạo đầu tiên bởi thống đốc Đảng Cộng hòa Charles Smith Olden, sau đó là Đảng viên Đảng Dân chủ Joel Parker. Trong suốt cuộc nội chiến, có từ 65.000 đến 80.000 binh sĩ từ tiểu bang đã gia nhập quân đội Liên bang miền Bắc Hoa Kỳ; không giống như nhiều bang, kể cả một số bang miền Bắc, nơi không có trận đánh nào diễn ra ở đó.
Trong cuộc Cách mạng công nghiệp Hoa Kỳ, những thành phố như Paterson đã phát triển và rất thịnh vượng. Trước đây, nền kinh tế chủ yếu của tiểu bang là nông nghiệp, nhưng thường gặp những vấn đề là mất mùa và đất cằn cỗi. Chính điều đó đã gây ra sự chuyển dịch sang một nền kinh tế công nghiệp hóa hơn, một nền kinh tế dựa trên các mặt hàng được sản xuất theo hình thức công nghiệp như dệt và lụa. Nhà phát minh Thomas Edison cũng trở thành một nhân vật quan trọng của Cách mạng công nghiệp, người đã được cấp 1.093 bằng sáng chế, nhiều bằng sáng chế cho những phát minh mà ông đã phát triển khi ông làm việc tại New Jersey. Các cơ sở phát minh của Edison, đầu tiên là ở Menlo Park và sau đó là ở West Orange, có lẽ được coi là những trung tâm nghiên cứu đầu tiên ở Mỹ. Phố Christie ở Menlo Park là con đường đầu tiên trên thế giới có hệ thống điện chiếu sáng. Giao thông vận tải đã được cải thiện đáng kể khi đầu máy và tàu hơi nước được giới thiệu và đưa vào sử dụng ở New Jersey.
Khai thác sắt cũng là một ngành công nghiệp hàng đầu trong suốt từ giữa đến cuối thế kỷ 19. Mỏ sắt Pinelands ở miền nam New Jersey là một trong những địa điểm khai thác sắt đầu tiên ở đây. Các mỏ khoáng sản khác như Mt. Hope, Mine Hill và Rockaway Valley Mines đã tạo ra một ngành công nghiệp khai khoáng vô cùng phát triển cho tiểu bang này. Việc khai thác đã tạo ra động lực cho các quận mới và là một trong những động lực thúc đẩy sự cần thiết của Kênh đào Morris. Các mỏ kẽm cũng là một ngành công nghiệp chính, đặc biệt là mỏ Sterling Hill.

### Thế kỷ 20

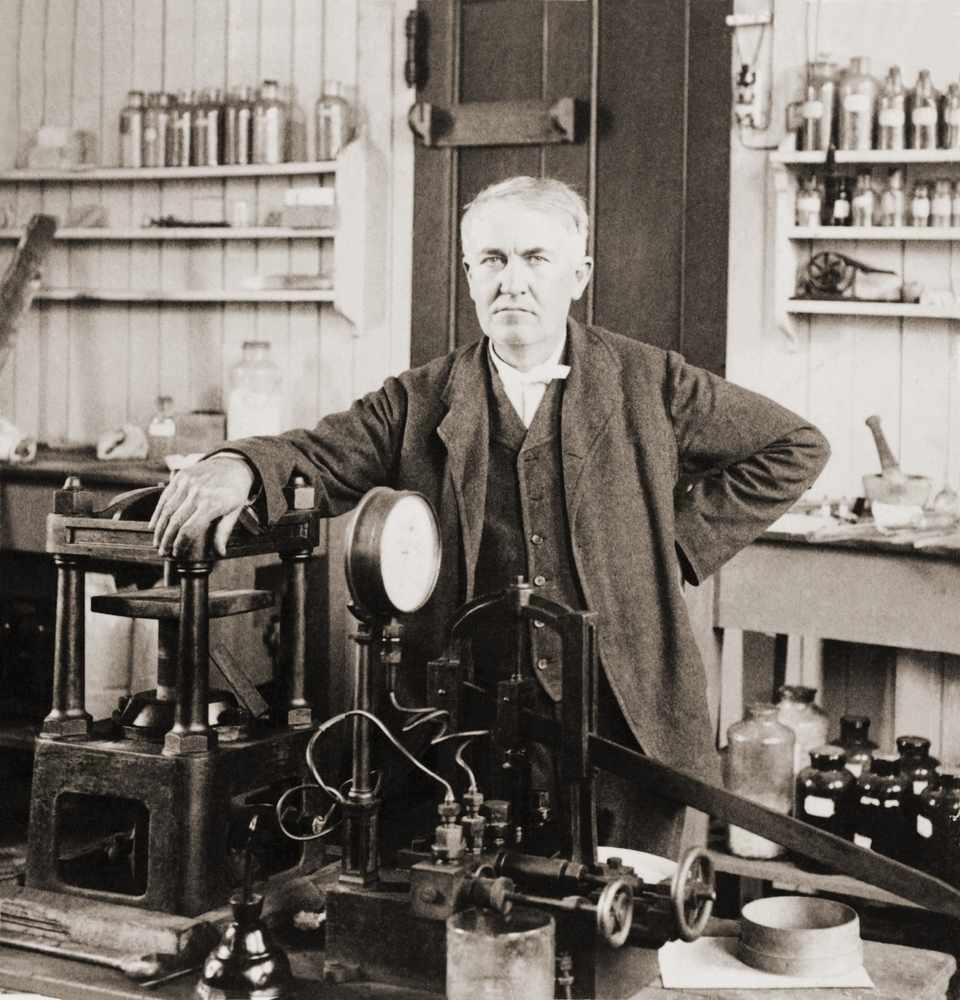
Thomas Edison trong phòng thí nghiệm, West Orange, New Jersey, 1901

New Jersey gây được sự chú ý bởi Roaring Twenties. Cuộc thi hoa hậu Mỹ Miss America lần đầu tiên được tổ chức vào năm 1921 tại Thành phố Atlantic. Đường hầm Holland nối Thành phố Jersey với Manhattan được mở cửa vào năm 1927, và bộ phim lái xe đầu tiên được chiếu vào năm 1933 tại Camden. Trong cuộc Đại suy thoái những năm 1930, tiểu bang này đã cung cấp giấy phép ăn xin cho những cư dân thất nghiệp.
Qua cả hai cuộc Thế chiến, New Jersey là một trung tâm sản xuất hàng hoá phục vụ chiến tranh, đặc biệt là cho hải quân Hoa Kỳ. Các vùng đất rộng của Liên đoàn Công ty Đóng tàu và Xưởng cạn ở Kearny và Newark và của Tập đoàn Đóng tàu New York ở Camden đã sản xuất ra nhiều chủng loại hàng không mẫu hạm, thiết giáp hạm, tàu tuần dương và tàu khu trục. New Jersey đã sản xuất 6,8% tổng số vũ khí của quân đội Hoa Kỳ được sản xuất trong Thế chiến II, đứng thứ 5 trong số 48 bang. Ngoài ra, Pháo đài Dix (1917) (ban đầu được gọi là "Công sự Dix"), pháo đài Merritt (1917)  và pháo đài Kilmer (1941), tất cả đều được xây dựng để làm nơi ở và huấn luyện binh lính Mỹ qua cả hai cuộc Thế chiến. New Jersey cũng trở thành một địa điểm chính để làm nơi phòng thủ trong Chiến tranh Lạnh. Mười bốn trạm tên lửa Nike được xây dựng để bảo vệ các khu vực Thành phố New York và Philadelphia. PT-109, một tàu phóng lôi có động cơ do Trung úy John F. Kennedy chỉ huy trong Thế chiến thứ hai, được chế tạo tại Elco Boatworks ở Bayonne. Tàu sân bay USS Enterprise (CV-6) được cập cảng trong thời gian ngắn tại Bến cảng Quân sự ở Bayonne vào những năm 1950 trước khi được đưa đến Kearney để phá dỡ. Năm 1962, tàu chở hàng chạy bằng năng lượng hạt nhân đầu tiên trên thế giới, NS Savannah, được hạ thủy tại Camden.
Năm 1951, New Jersey Turnpike được khai trương, cho phép việc di chuyển nhanh bằng ô tô và xe tải giữa Bắc Jersey (và vùng đô thị New York) và Nam Jersey (và đô thị Philadelphia) được dễ dàng. Vào ngày 7 tháng 6 năm 1960, một vụ nổ thùng nhiên liệu tên lửa CIM-10 Bomarc đã gây ra vụ tai nạn và ô nhiễm plutonium sau đó.
Vào những năm 1960, các cuộc bạo động chủng tộc đã nổ ra ở nhiều thành phố công nghiệp của Bắc Jersey. Cuộc bạo động đầu tiên ở New Jersey xảy ra ở Thành phố Jersey vào ngày 2 tháng 8 năm 1964. Một số cuộc khác xảy ra sau đó vào năm 1967, ở Newark và Plainfield. Các cuộc bạo loạn khác diễn ra sau vụ ám sát Martin Luther King Jr vào tháng 4 năm 1968, ở một số vùng còn lại của tiểu bang. Một cuộc bạo động xảy ra ở Camden vào năm 1971. Theo chỉ đạo của Tòa án Tối cao New Jersey nhằm tạo ra sự tài trợ công bằng cho tất cả các trường học trong tiểu bang, cơ quan lập pháp New Jersey đã thông qua dự luật thuế thu nhập vào năm 1976. Trước dự luật này, tiểu bang đã không thu thuế thu nhập.

### Thế kỷ 21

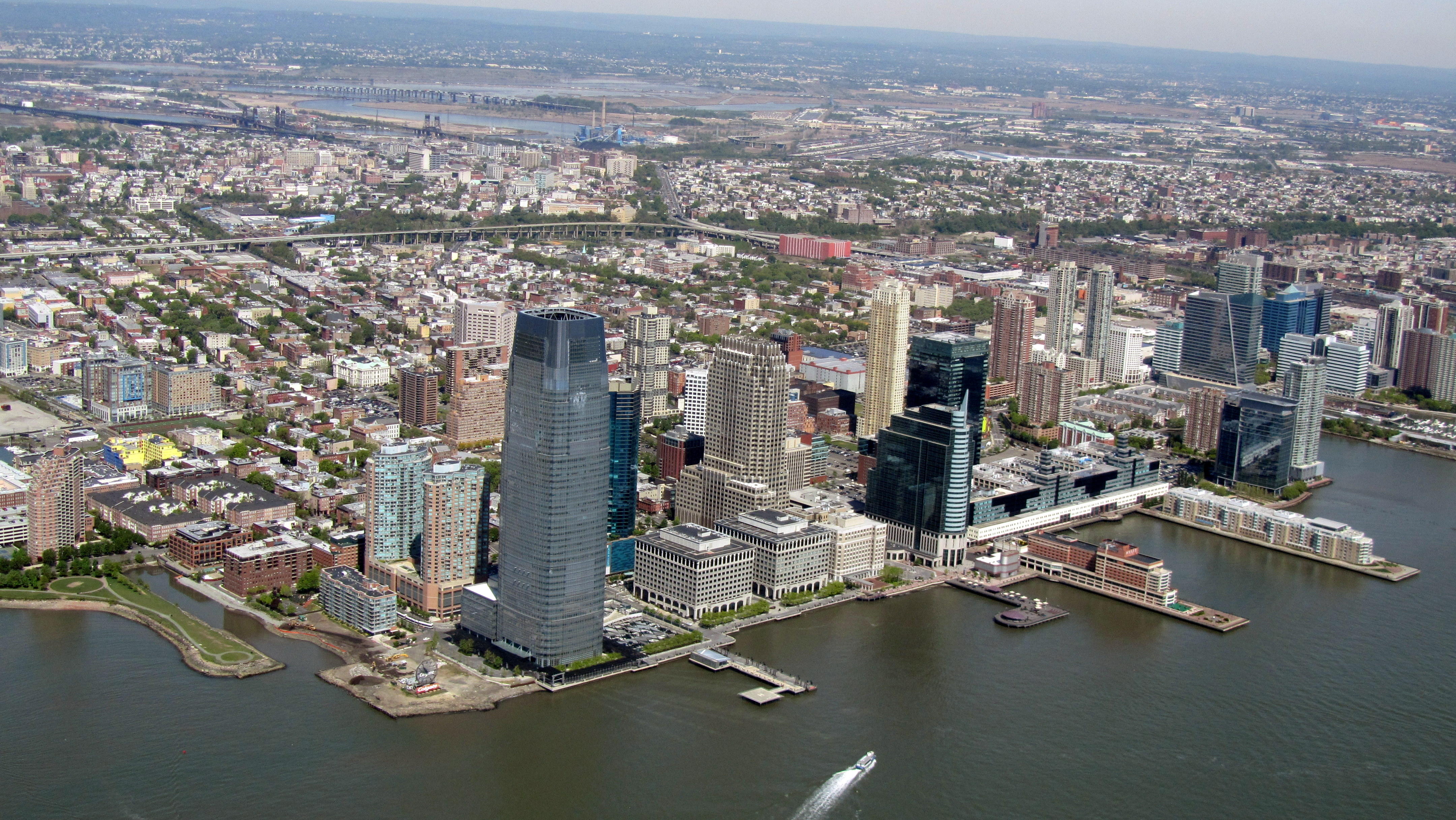
Thành phố Jersey

Vào đầu những năm 2000, hai hệ thống đường sắt nhẹ đã được khai trương: Đường sắt nhẹ Hudson – Bergen ở quận Hudson và tuyến River nối Camden và Trenton. Mục đích của các dự án này là nhằm khuyến khích phát triển theo định hướng vận tải ở Bắc Jersey và Nam Jersey. HBLR nói riêng đã được ghi nhận với sự hồi sinh của quận Hudson và Thành phố Jersey nói riêng. Quá trình hồi sinh đô thị đã tiếp tục ở Bắc Jersey trong thế kỷ 21. Tính đến năm 2014, dân số ước tính của Điều tra dân số của Thành phố Jersey là 262.146, với mức tăng dân số lớn nhất so với bất kỳ đô thị nào ở New Jersey kể từ năm 2010, tăng 5,9% so với Điều tra dân số Hoa Kỳ năm 2010, khi dân số của thành phố được thống kê là 247.597. Từ năm 2000 đến năm 2010, Newark trải qua đợt tăng dân số đầu tiên kể từ những năm 1950.

### Chính quyền tiểu bang
- Website chính thức
- Cơ sở dữ liệu bang New Jersey—danh sách có chú thích các cơ sở dữ liệu có thể tìm kiếm được do các cơ quan bang New Jersey hát hành và được biên soạn bởi Hội nghị bàn tròn về tài liệu chính phủ của Hiệp hội Thư viện Hoa Kỳ
- Mô tả về các hình thức chính quyền (thị trấn, quận, v.v.) Liên đoàn các thành phố trực thuộc tiểu bang

### Chính phủ Hoa Kỳ
- Dữ liệu & Thống kê Năng lượng cho New Jersey
- USGS theo thời gian thực, địa lý và các nguồn tài nguyên khoa học khác của New Jersey
- Cục Điều tra Dân số Hoa Kỳ
- USDA New Jersey State Facts Lưu trữ ngày 10 tháng 8 năm 2014 tại Wayback Machine

### Khác
- New Jersey trên DMOZ
- The New Jersey Digital Highway, the statewide cultural heritage portal to digital collections from the state's archives, libraries and museums
- Dữ liệu địa lý liên quan đến New Jersey tại OpenStreetMap